# Ściganie przestępców w Polsce w okresie średniowiecza
Ściganie przestępców w Polsce w okresie średniowiecza – praktyka ścigania przestępców w oparciu o samopomoc organizacji opolnej. Pościg podejmowano na mocy instytucji ścigania śladem do granic terytorialnych włości, gdzie pościg był kontynuowany przez mieszkańców sąsiedniego opola, przez którego teren przestępca przemieszczał się w czasie ucieczki.

## Tło historyczne
Podstawową formą organizacji ludności żyjącej poza nielicznymi większymi osadami i miastami w XI i XII wieku była organizacja opolna. Była formą koncentracji kilku wsi lub osad spełniając funkcję administracyjną, skarbową, policyjną i niekiedy wojskową. Schyłek organizacji opolnej następuje z chwilą nadawania przywilejów wyłączających poszczególne wsie z organizacji opolnej i przekazywania ich pod władzę feudalną. Wraz z upadkiem opola ludność wiejska popadała w zależność od panów feudalnych na mocy nadanych im przywilejów. Feudalizacja wsi znacząco zmieniała położenie jej mieszkańców. Zostali pozbawieni wolności przemieszczania się bez zgody pana feudalnego, a podstawowym obowiązkiem chłopstwa stała się praca rolna na pańskim gruncie. Niszczona w ten sposób oraz jednocześnie przez liczne konflikty zbrojne wieś ulegała ubożeniu oraz postępował proces rozwarstwienia majątkowego ludności chłopskiej. W kilkuset osobowych wsiach było zaledwie kilkunastu czy kilkudziesięciu chłopów posiadających własne gospodarstwa, pozostali to zagrodnicy i bezrolni.

## Ściganie śladem
W sytuacji rozwarstwienia majątkowego ludności staropolskiej wsi znacząco wzrósł problem przestępczości. Obowiązek ścigania sprawców przestępstw popełnianych przez chłopów i przekazanie takiej osoby władzom spoczywał z początku na konkretnej co do właściwości miejscowej organizacji opolnej, w późniejszym czasie na wsi będącej miejscem zdarzenia. Z obowiązkiem przekazania władzom przestępcy łączyła się instytucja „śladu”. Polegała na tym, że wszyscy zdolni do tego sąsiedzi poszkodowanego musieli ścigać przestępcę, aż do granicy następnej wsi lub osady. Było to o tyle istotne, iż niedopełnienie tego obowiązku powodowało nałożenie na wieś kary pieniężnej w postaci okupu za głowę zabitego (jeżeli ścigany był zabójcą) lub naprawienia szkód poniesionych przez poszkodowanego. Każda wieś, jedna po drugiej, winne były ścigać sprawcę jego "śladem", dopóki nie został zatrzymany. Wieś, do której dotarł pościg musiała go przejąć i prowadzić go dalej, w innym przypadku ponosiła również odpowiedzialność. O ile instytucja ścigania „śladem” w Europie u schyłku średniowiecza uległa ograniczeniu, to w Polsce funkcjonowała do końca XVII wieku, a nawet uległa rozszerzeniu na mieszczan i szlachtę. Należy wspomnieć, iż przestępstwem była również ucieczka z ziemi, co skutkowało podjęciem pościgu.

## Samopomoc
Jedną form ochrony i zapewnienia bezpieczeństwa była samopomoc chłopów. Ujęcia sprawcy przestępstwa dokonywał nieraz sam poszkodowany i doprowadzał sprawcę przed sąd wnosząc jednocześnie przeciwko niemu oskarżenie. Tę formę ochrony starano się ograniczać, gdyż często przeradzała się w samosąd. Nadużycia samopomocy w formie pobić i zabójstw oraz czynienie przez chłopów wzajemnych szkód pod pretekstem ochrony życia i mienia groziło surowymi sankcjami.

## Źródła do prawa wiejskiego
Od XV wieku zaczęto spisywać w porządku chronologicznym, w księgach sądowych i wiejskich wszystkie sprawy sądowe, oraz gromadzić akta spraw bezspornych. We wsiach samorządowych kancelarie prowadził sołtys z ławnikami, w innych – panowie wsi. Księgi te stanowią źródło do prawa wiejskiego w Polsce.